# Kinder (Luisiana)
Kinder é uma cidade  localizada no estado americano de Luisiana, no Condado de Allen.

## Demografia
Segundo o censo americano de 2000, a sua população era de 2148 habitantes.
Em 2006, foi estimada uma população de 2154, um aumento de 6 (0.3%).

## Geografia
De acordo com o United States Census Bureau tem uma área de
4,2 km², dos quais 4,2 km² cobertos por terra e 0,0 km² cobertos por água. Kinder localiza-se a aproximadamente 15 m acima do nível do mar.

## Localidades na vizinhança
O diagrama seguinte representa as localidades num raio de 24 km ao redor de Kinder.